# Naked Lie
Naked Lie is een Amerikaanse film uit 1989 van Richard Colla.

## Verhaal
Ze zijn het perfecte, en politiek correcte, koppel. Hij is een rechter, zij is een vooraanstaande advocaat. Wanneer zij een sensationele moordzaak op zich neemt, leidt het spoor recht naar haar eigen voordeur.

## Rolverdeling
| Acteur             | Personage                   |
| ------------------ | --------------------------- |
| Victoria Principal | Joanne Dawson               |
| James Farentino    | Jonathan Morris             |
| Glenn Withrow      | Andy                        |
| William Lucking    | Webster                     |
| Dakin Matthews     | Adam Berger                 |
| Vic Polizos        | Larry Sanders               |
| Douglas Roberts    | Jack Ross                   |
| Bonnie Burroughs   | Mary Kyle                   |
| Gregory Cooke      | Phil Berman                 |
| William Forward    | Medisch onderzoeker Stearns |